# Gulf-Islands-Nationalpark
Die Gulf Islands National Park Reserve (englisch) oder Réserve de parc national du Canada des Îles-Gulf (französisch) ist der 40. Nationalpark in Kanada. Er wurde am 9. Mai 2003 zum Nationalpark erklärt und befindet sich in der Provinz British Columbia (Westkanada) mit einer Fläche von 36 km². Er umfasst Flächen auf 15 benannten Inseln der Gulf Islands sowie eine Vielzahl von Felsen und Riffen. Abweichend von den meisten anderen kanadischen Nationalpark trägt er als einer von zehn Parks den Zusatz Reserve. Er ergibt sich aus anderen Nutzungsrechten für die lokalen indigenen Völker.
Der Park wurde im Oktober 2012 um zusammen rund 100 ha auf drei verschiedenen Inseln erweitert, die neuen Gebiete wurden teils von privaten Eigentümern angekauft, teils von diesen gespendet oder von staatlichen Ebenen an die Bundesverwaltung und Parks Canada übertragen.
Bei dem Park handelt es sich um ein Schutzgebiet der IUCN-Kategorie VI (Ressourcenschutzgebiet).

## Lage
Der Gulf-Islands-Nationalpark liegt an der Südostspitze von Vancouver Island. Der Park umfasst zahlreiche kleine und kleinste Inseln, auf denen mal eine Einrichtung (Campground, Moorage, Picnic Area, …) oder auch mehrere Einrichtungen vorhanden sind.
Neben
- Vancouver Island mit
  - Gulf Islands National Park Reserve Operations Centre
  - McDonald Campground

gehören auch
- Inner Islands mit
  - Russell Island
  - Portland Island (Princess Magaret)
  - Brackman Island
  - Isle-de-Lis
  - Sidney Island
  - D’Arcy Island
  - Dock Islet, Isabella Islet, Imrie Island, Grieg Island, Reay Island, Littöe Group, Sallas Rock, Unit Rock
- Pender Islands mit
  - North Pender Island
  - South Pender Island
  - Blunden Islet
- Prevost Islands mit
  - Prevost Island
  - Channel Island
  - Red Islets, Bright Islet, Hawkins Islet
- Outer Islands mit
  - Saturna Island
  - Tumbo Island
  - Cabbage Island
  - Mayne Island
  - Georgeson Island

zum Nationalpark.